# Greigia cochabambae
Greigia cochabambae H.Luther è una pianta della famiglia delle Bromeliacee, endemica della Bolivia.